# ریچارد برینزلی شریدان
ریچارد برینزلی شریدان (۱۸۱۶-۱۷۵۱)، سیاستمدار، شاعر، طنزپرداز و نمایشنامه نویس ایرلندی بود که برای مدتی طولانی مدیریت تئاتر دروری لین در لندن را به‌عهده داشت. از مهم‌ترین نمایشنامه‌های او که هنوز در همه جای دنیا اجرا می‌شوند، رقبا، مدرسه‌ای برای آبروریزی و سفری به اسکاربورو هستند.

## زندگی
ریچارد برینزلی شریدان در ۱۷۵۱، در دوبلین ایرلند به دنیا آمد. خانوادهٔ او وقتی ریچارد هفت ساله بود برای همیشه به انگلستان نقل مکان کردند. مادرش، فرانسیس شریدان نمایشنامه‌نویس و داستان‌نویس بود و دو نمایشنامه اش در اویل دههٔ شصت قرن هجدهم در لندن اجرا شدند. پدرش در ابتدا هنرپیشه و مدیر تئاتر بود، بعدها این شغل را کنار گذاشت به نویسندگی روی آورد و کتاب‌هایی در باب آموزش نوشت.

## نویسندگی
در سال ۱۷۷۵، شریدان رقبا را روی صحنه برد، در شب اول این نمایش با شکست مواجه شد. شریدان در اجرای دوم از هنرپیشه‌های قوی تری استفاده کرد و این بار، نمایش بسیار موفقیت‌آمیز بود و باعث شد، شریدان، به عنوان نویسنده‌ای جوان و بااستعداد، به جامعه ادبی آن روزگار لندن معرفی شود.

## سیاست
در سال ۱۷۸۰، شریدان وارد مجلس شد و در مخالفت با طرح نبرد علیه مستعمرات آمریکایی سخنرانی کرد. او ۳۲ سال در این منصب باقی ماند، مدتی وزیر امور خارجه و مدتی وزیر خزانه داری بود و برای سخنرانی‌های باشکوهش معروف بود. در پایان، روابط او با شاهزاده ولز به سردی گرایید و کرسی اش را در مجلس از دست داد. از این پس، دیگر در برابر طلبکارهایش مصون نبود و آن‌ها تا پایان عمر مایه زحمت او شدند. کنگرهٔ آمریکا پیشنهاد داد، به دلیل اینکه شریدان برای پیشگیری از جنگ استقلال آمریکا تلاش کرده بود، به او ۲۰ هزار دلار کمک بدهد که البته شریدان این پیشنهاد را رد کرد.

## مرگ
سرآخر، بیمار شد، مدتی بستری بود و بالاخره در ۱۸۱۶، تقریباً در فقر، چشم از جهان فروبست. او در بخش شعرای کلیسای وستمینستر دفن شد در مراسم تدفین او بسیاری از رجال سیاسی و ادبی آن عصر انگلستان شرکت کردند.

## آثار
رقبا، مدرسه‌ای برای آبروریزی، پیزارو، سفری به اسکاربورو، منتقد، ژوئن باشکوه، اردو

## اقتباس
در فیلم جنون شاه جورج، بری استانتون نقش شریدان را ایفا (۱۹۹۴)
در فیم دوشس، آیدان مکآردن نقش شریدان را ایفا کرد و در این فیلم، مدرسه‌ای برای آبروریزی اجرا می‌شود.